# Dialium procerum
Dialium procerum är en ärtväxtart som först beskrevs av Cornelis Gijsbert Gerrit Jan van Steenis, och fick sitt nu gällande namn av René Léopold Alix Ghislain Jules Steyaert. Dialium procerum ingår i släktet Dialium och familjen ärtväxter. Inga underarter finns listade i Catalogue of Life.